# دیتر بری
دیتر بری (انگلیسی: Dieter Brei؛ زادهٔ ۳۰ سپتامبر ۱۹۵۰) بازیکن فوتبال اهل آلمان است.
از باشگاه‌هایی که در آن بازی کرده‌است می‌توان به باشگاه فوتبال آرمینیا بیله‌فلد و باشگاه فوتبال فورتونا دوسلدورف اشاره کرد.